# 李宜俊
李宜俊（1932年9月—），男，山东台儿庄人，中华人民共和国政治人物，中国人民解放军少将。曾任中国人民解放军军事检察院检察长。